# لي أندرسون (سياسية)
لي أندرسون (مواليد 13 مايو 1987) هي سياسية فنلندية تشغل منصب وزيرة التعليم منذ عام 2019 وهي زعيمة تحالف اليسار.